# Prawdziwe przygody profesora Thompsona
Prawdziwe przygody profesora Thompsona (hiszp. Las auténticas aventuras del profesor Thompson, 1992-1995) – hiszpański serial animowany. Zrealizowany przy współpracy z TVE i Anténa 3. Opowiada o przygodach angielskiego archeologa, profesora Archibalda Thompsona, który wraz z przyjaciółmi odsłania wszystkie zaginione rzeczy od starożytności aż po XVIII wiek. Serial zawitał do TVP2 26 kwietnia 1996 roku. Jego emisja została wznowiona w 2005 roku, a był on pokazany w weekendy o 6:00 rano. Od 4 września 2006 serial ponownie emitowano od poniedziałku do piątku o 7:35. Serial emitowany był również na kanale TV Polonia w 1997 roku.

## Wersja polska
Opracowanie wersji polskiej: Eurocom Studio

Reżyseria:
- Ewa Złotowska,
- Janusz Bukowski

Dialogi: Maria Etienne

Dźwięk i montaż: Jerzy Januszewski

Kierownictwo produkcji: Marzena Wiśniewska

Udział wzięli:
- Andrzej Grabarczyk – profesor Archibald Thompson
- Włodzimierz Bednarski – Borys
- Ewa Wawrzoń – Frida von Krugen
- Włodzimierz Press – Otto von Krugen
- Jacek Jarosz – Apestophis
- Andrzej Gawroński – Sepis
- Eugeniusz Robaczewski – Porotosis
- Agata Gawrońska
- Krystyna Kozanecka
- Ryszard Nawrocki
- Sławomir Pacek
- Aleksander Wysocki

Tekst piosenki: Ryszard Skalski

Śpiewała: Agnieszka Maliszewska

Kierownictwo muzyczne: Marek Klimczuk

## Spis odcinków
| N/o            | Polski tytuł                    | Hiszpański tytuł                  |
| -------------- | ------------------------------- | --------------------------------- |
|                |                                 |                                   |
| SERIA PIERWSZA |                                 |                                   |
|                |                                 |                                   |
| 01             | Wóz Ozyrysa                     | El Carro de Osiris                |
|                |                                 |                                   |
| 02             | Kupcy i Czarnoksiężnicy         | Mercaderes y Brujos               |
|                |                                 |                                   |
| 03             | Druidzi                         | Los Druidas                       |
|                |                                 |                                   |
| 04             | Samarkanda                      | Samarcanda                        |
|                |                                 |                                   |
| 05             | Skradziona piramida             | El Robo de la Pirámide            |
|                |                                 |                                   |
| 06             | Frida von Kugen                 | Frida Von Krugen                  |
|                |                                 |                                   |
| 07             | Wikingowie i Normanowie         | Vikingos y Normandos              |
|                |                                 |                                   |
| 08             | Talizman                        | El Talismán                       |
|                |                                 |                                   |
| 09             | Zdrada Sepisa                   | La Traición de Sepis              |
|                |                                 |                                   |
| 10             | Parowóz                         | Una Locomotora de Vapor           |
|                |                                 |                                   |
| 11             | Turecka tancerka                | La Bailarina Turca                |
|                |                                 |                                   |
| 12             | Transylwania                    | Transilvania                      |
|                |                                 |                                   |
| 13             | Nad Dunajem                     | En el Danubio                     |
|                |                                 |                                   |
| 14             | Złoty słoń                      | El Elefante de Oro                |
|                |                                 |                                   |
| 15             | Eksperyment Borysa Igorovitcha  | El Experimento de Boris Igorovich |
|                |                                 |                                   |
| 16             | Pod wpływem księżyca            | Bajo el Influjo de la Luna        |
|                |                                 |                                   |
| 17             | Papierowy motyl                 | La Mariposa de Papel              |
|                |                                 |                                   |
| 18             | Na wybrzeżu Afryki              | En las costas de África           |
|                |                                 |                                   |
| 19             | Świątynia Artemidy              | El Templo de Diana                |
|                |                                 |                                   |
| 20             | Piraci                          | Bucaneros                         |
|                |                                 |                                   |
| 21             | Piramidy w Gwatemali            | Pirámides en Guatemala            |
|                |                                 |                                   |
| 22             | Wśród morskiej głębiny          | Bajo el Mar                       |
|                |                                 |                                   |
| 23             | Święty kamień                   | La Piedra Sagrada                 |
|                |                                 |                                   |
| 24             | Tajemnica Apestophisa Sereptaha | El Secreto de Apestophis Sereptah |
|                |                                 |                                   |
| 25             | Wyspa Ra                        | La Isla de Ra                     |
|                |                                 |                                   |
| 26             | Od Tamizy do Nilu               | Del Támesis al Nilo               |
|                |                                 |                                   |